# Jacques Zegers
Jacques Zegers (* 25. Juni 1947 in Brüssel) ist ein frankophoner belgischer Sänger, Schriftsteller, Liedtexter, Schauspieler und Journalist.

## Biografie
Zegers wurde als Sohn einer Belgierin und eines Franzosen geboren. Mit 16 Jahren hatte er erste kleinere Erfolge als Kabarettsänger, in den folgenden Jahren nahm er an verschiedenen internationalen Gesangswettbewerben teil. 1983 wurde er mit Veröffentlichung der Single Pour elle einem breiteren Publikum bekannt. Im gleichen Jahr nahm er das Lied L.A. en Olympie auf, das die offizielle belgische Hymne zu den Olympischen Spielen 1984 in Los Angeles sein sollte. 1984 nahm er am belgischen Vorentscheid zum Eurovision Song Contest teil, der vom wallonischen Fernsehsender RTBF unter dem Titel Concours eurovision de la chanson – finale nationale veranstaltet wurde. Mit dem Lied Avanti la vie, zu dem er selbst den Text verfasst hatte, konnte er sich gegen die anderen neun Kandidaten durchsetzen. Beim Wettbewerb selbst in Luxemburg erreichte er den fünften Platz unter 19 Teilnehmern. Im gleichen Jahr veröffentlichte er seine nächste Single 1001 amis. Des Weiteren schrieb er Texte zu Kinderliedern von  Henri Seroka. 

### Andere Tätigkeiten
Zegers hat während seiner musikalischen Karriere auch als Journalist gearbeitet, er übt den Beruf bis heute aus. Mitte der 1980er war er zudem Werbeleiter der Wochenzeitungen Le marché und De markt. Zudem verfasste er diverse Gedichtbände und den Roman Le nœud au mouchoir. Ab 1987 wirkte er bei einigen Theaterproduktionen mit, unter anderem bei der Truppe Copains d’Abord. 

## Diskografie
Singles
- La nuit
- 1983: Pour elle
- 1984: L.A. en Olympie
- 1984: Avanti la vie
- 1984: 1001 amis